# Ratibida
Ratibida es un género de plantas fanerógamas perteneciente a la familia de las asteráceas, endémico de Norteamérica. Comprende 13 especies descritas y de estas, solo 7 aceptadas.
El género está conocido en su región de origen como: «Prairie coneflower» (flor cónica de las praderas, por el aspecto del receptáculo) o «Mexican-hat» (Sombrero mexicano, por la forma del capítulo).

## Etimología
Desconocida; pero es sabido que C.S. Rafinesque, el autor del género y creador del nombre, asignaba frecuentemente  nombres inexplicables en sus diagnosis originales. Por otre parte, unos 60 sitios de la web usan el vocablo Ratidiba en lugar de Ratibida...

## Descripción
Plantas perennes de tamaño que va de 15 hasta 120cm. Tiene 1-12 tallos erectos, ramificados desde la base y en toda su longitud o solo cerca de los capítulos. Dichos tallos son delgados, hirsutos y glandulíferos. Las hojas, basales y caulinares, son alternas, pecioladas y con limbos lanceolados a obovados (ovalados) pinatifidos o bi-pinatifidos con lóbulos habitualmente redondos, enteros o aserrados, y con las caras hirsutas y glandulíferas. Involucros de 8-16mm, con 5-15 brácteas persistentes e desiguales (los exteriores más largas) en 2 filas. Las escamas del receptáculo, que es sub-esférico hasta cónico/columnar, son lineares hasta oblongas, con consistencia de papel, hispidas y con glándulas. Las lígulas, que son estériles, van de 3 hasta 15 y son de color amarillo o bien bicolor amarillo-marrón. Hay de 50 hasta más de 400 flósculos, hermafroditos, con corola amarillo-verdoso, frecuentemente teñidos de púrpura en los ápices. Los frutos son aquenios fuertemente comprimidos y de forma oblonga, con bordes ciliados o pectinados, glabros o algo peludos. Son de color negro. El vilano, cuando existe, está constituido de 1-2 proyecciones en forma de diente o bien es coroniforme.

## Distribución y hábitat
Originario y endémico de Estados Unidos y Canadá (excepto las provincias más septentrionales). Puntualmente introducido en Centroamérica, Sur de Suramérica, Inglaterra, Italia y parte de Asia.
Crece en praderas y herbales, como lo indica los nombres comunes de las principales especies en su zona de origen: «prairie coneflower», «upright prairie coneflower», «green prairie coneflower», «shortray prairie coneflower», etc.

## Taxonomía
El género fue descrito por Constantine Samuel Rafinesque y publicado en Amer. Monthly Mag. & Crit. Rev., 2(4): 268, 1818 La especie tipo es Ratibida sulcata Raf., que podría ser una especie no aceptada.

## Sinónimos
- Obeliscaria sect. Ratibida (Raf.) DC.
- Obeliscaria sect. Lepachys (Raf.) DC.
- Lepachys Raf.
- Obelisteca Raf.
- Obeliscaria Cass.[5]

## Taxones aceptados
- Ratibida coahuilensis B.L.Turner
- Ratibida columnifera Wooton & Standl.
  - Ratibida columnifera f. pulcherrima (DC.) Fernald
- Ratibida latipalearis E.L.Richards
- Ratibida mexicana W.M.Sharp
- Ratibida peduncularis Barnhart
  - Ratibida peduncularis var. picta (A.Gray)
- Ratibida pinnata Barnhat
- Ratibida tagetes Barnhart

Lista completa de todos los taxones específicos e infraespecíficos descritos: